# (4396) Gressmann
(4396) Gressmann ist ein Hauptgürtelasteroid, der am 3. Mai 1981 von Edward L. G. Bowell vom Lowell-Observatorium aus entdeckt wurde.
Der Asteroid wurde nach dem deutschen Feinoptiker und Amateurastronomen Michael Greßmann benannt.